# Domenico Genoino
Don Domenico Francesco Paolo Giuseppe Pietro Melchiorre Genoino, secondo alcune fonti Genuini, conte di Lanciano (Lanciano, 1º marzo 1814 – Lanciano, 15 luglio 1869), è stato un imprenditore e politico italiano.
Già sindaco di Lanciano nel 1849, è stato membro e segretario dell'assemblea della Camera dei pari del Regno di Sicilia.